# Logie

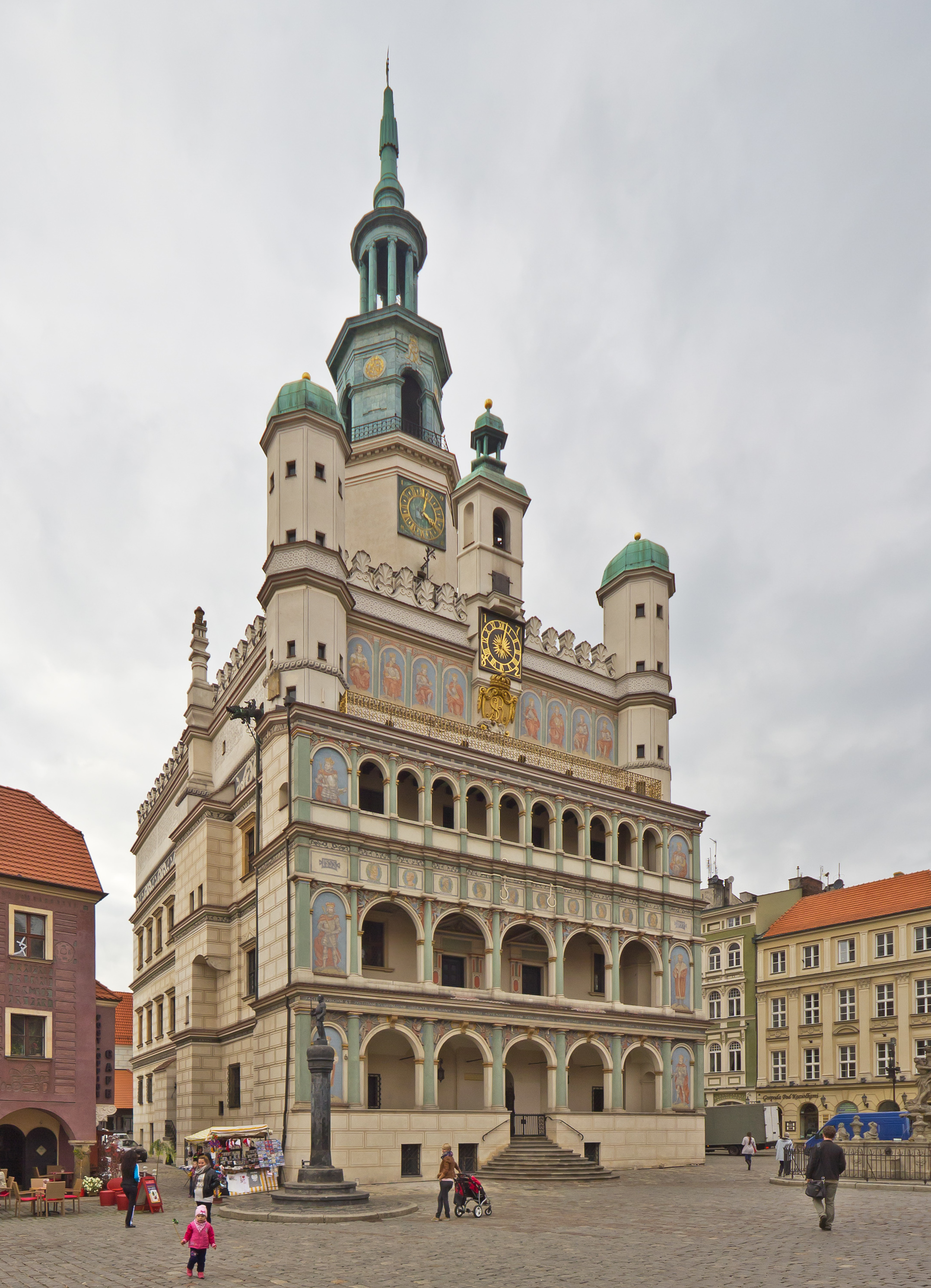
Logiile renascentiste cu arcade pe trei etaje ale primăriei din Poznań.

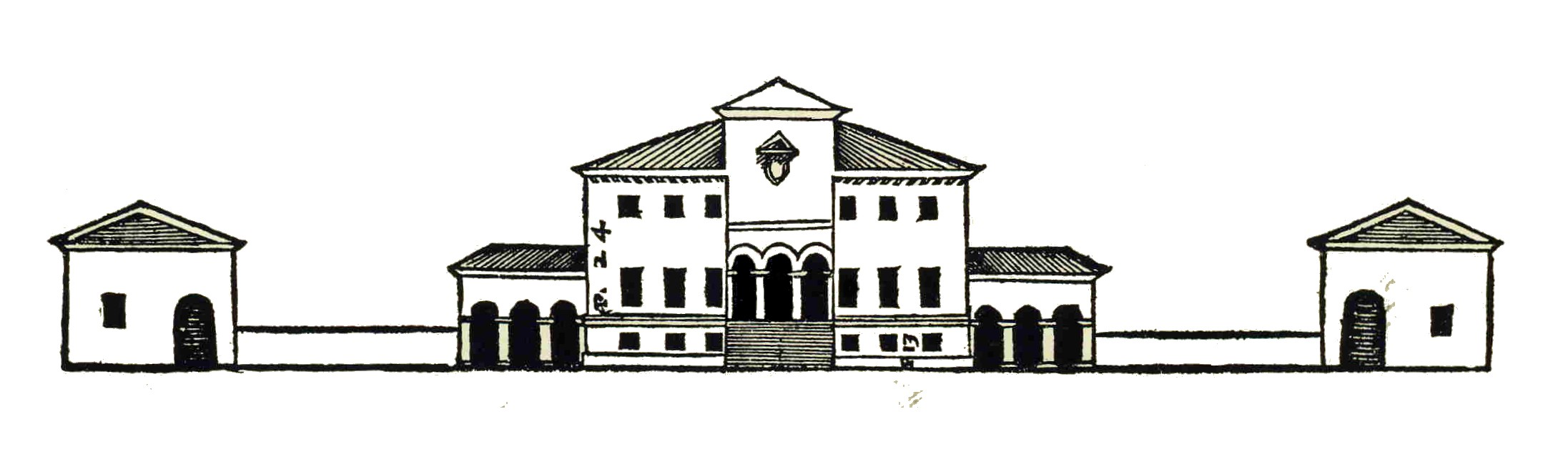
Villa Godi proiectată de Palladio. Porticul este punctul focal din centru, cu logii la fiecare parte a clădirii pe post de coridor.

O logie  (forma învechită, loggia (italiană: [ˈlɔddʒa], este și ea uneori folosită) este un element arhitectonic care are forma unui coridor sau al unei galerii, acoperite și deschise către exterior, de obicei la un nivel superior sau, uneori, la nivelul solului. Peretele exterior este deschis printr-un șir de coloane sau arcade. Logiile pot fi situate fie pe partea din față, fie pe părțile laterale ale unei clădiri și nu au scopul de intrare, ci de cameră de zi în aer liber.
De la începutul Evului Mediu, aproape fiecare comună italiană a avut o logie deschisă printr-un șir de arcade în piața principală, care a servit ca un „simbol al administrației și justiției comunale și ca o scenă pentru ceremoniile civile”.

## Definiția logiei romane
Principala diferență între o logie și un portic este rolul îndeplinit în aspectul funcțional al clădirii. Porticul permite accesul dinspre exterior în interior și poate fi întâlnit în clădirile cu scări mici. Accesul în logie se poate face doar dinspre interior și ea este concepută ca un loc pentru petrecerea timpului liber. Astfel, ea este întâlnită în principal în reședințele nobiliare și în clădirile publice. O utilizare clasică a ambelor este cea reprezentată în mozaicurile din Bazilica Sant'Apollinare Nuovo a Palatului Regal din Ravenna.
Logiile diferă de verande prin faptul că ele sunt elemente arhitecturale și, ca formă, fac parte din edificiul principal în care sunt situate, în timp ce verandele sunt structuri cu acoperiș atașate în exteriorul clădirii principale. O „logie dublă” apare atunci când o logie este situată la un etaj superior deasupra unei alte logii de la etajul de dedesubt.

### Exemple
- În arhitectura italiană, o logie ia de multe ori forma unei încăperi de vară mici, adesea ornate, construite pe acoperișul unei clădiri pentru a se bucura de priveliște și de vânturile răcoroase. Ele au fost deosebit de populare în secolul al XVII-lea și sunt întâlnite în număr mare în Roma și Bologna, Italia.
- Grinnell College din Grinnell, Iowa, conține trei seturi distincte de dormitoare conectate prin logii. Principalul careu din campusul Universității Stanford din Stanford, California, conține logii vizibile la fel ca și University Center și Purnell Center for the Arts de la Universitatea Carnegie Mellon care încadrează un careu cunoscut sub numele de Cut.
- În centrul orașului Chester din Marea Britanie, mai multe clădiri cu cadre din lemn datând din perioada Tudor până în epoca victoriană au logii denumite Chester Rows la primul etaj.
- În Rusia, o logie poate fi un balcon încastrat unui bloc de apartamente rezidențiale.[7]
- O logie a fost adăugată clădirii Operei din Sydney în 2006.
- În situl arheologic Hagia Triada pe insula grecească Creta au fost descoperite mai multe logii construite în jurul anului 1400 î.Hr., ale căror fundații ale coloanelor încă s-au păstrat.[8]

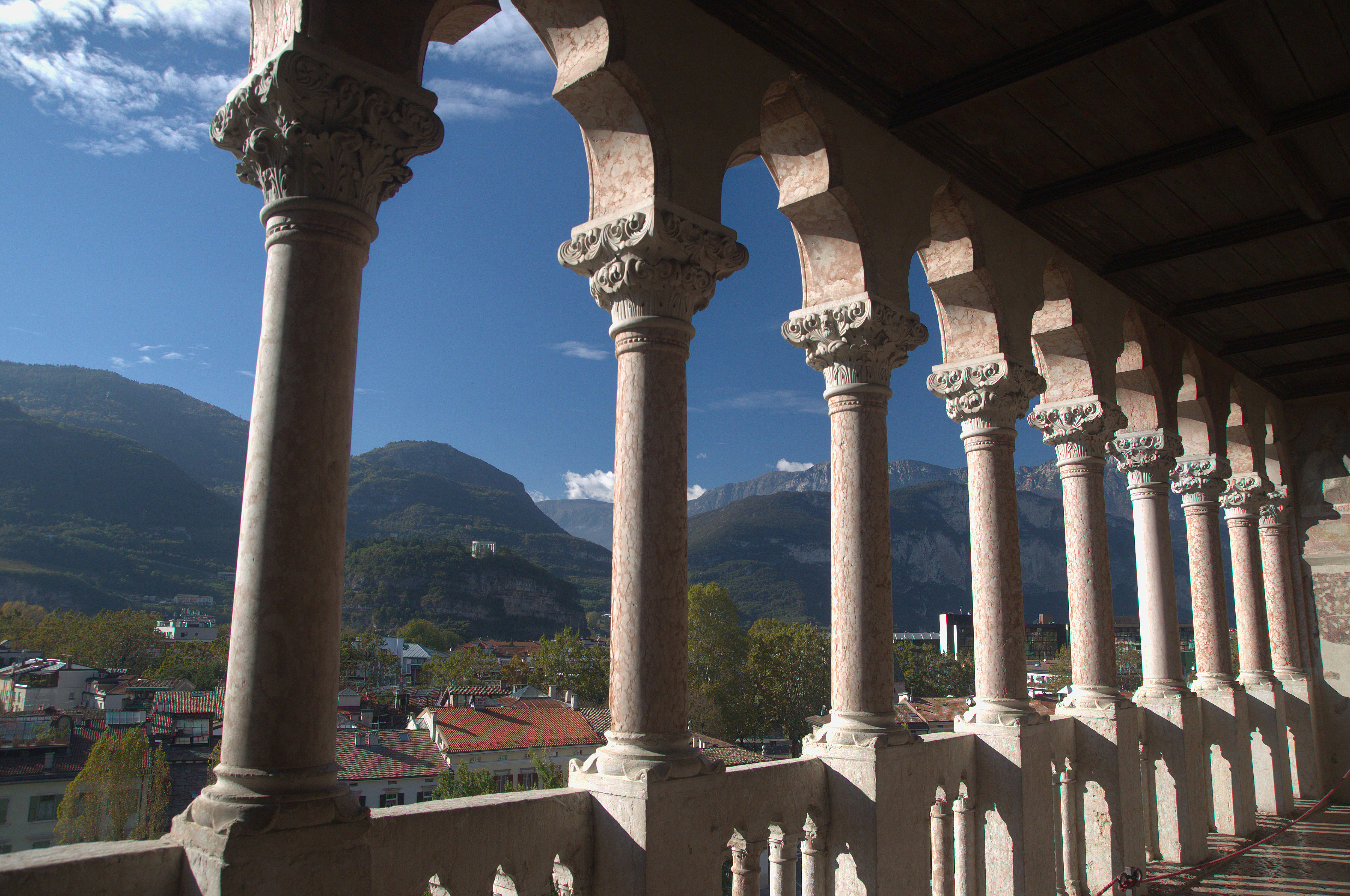
Logie în stil gotic venețian a Castelului Buonconsiglio din Trento.
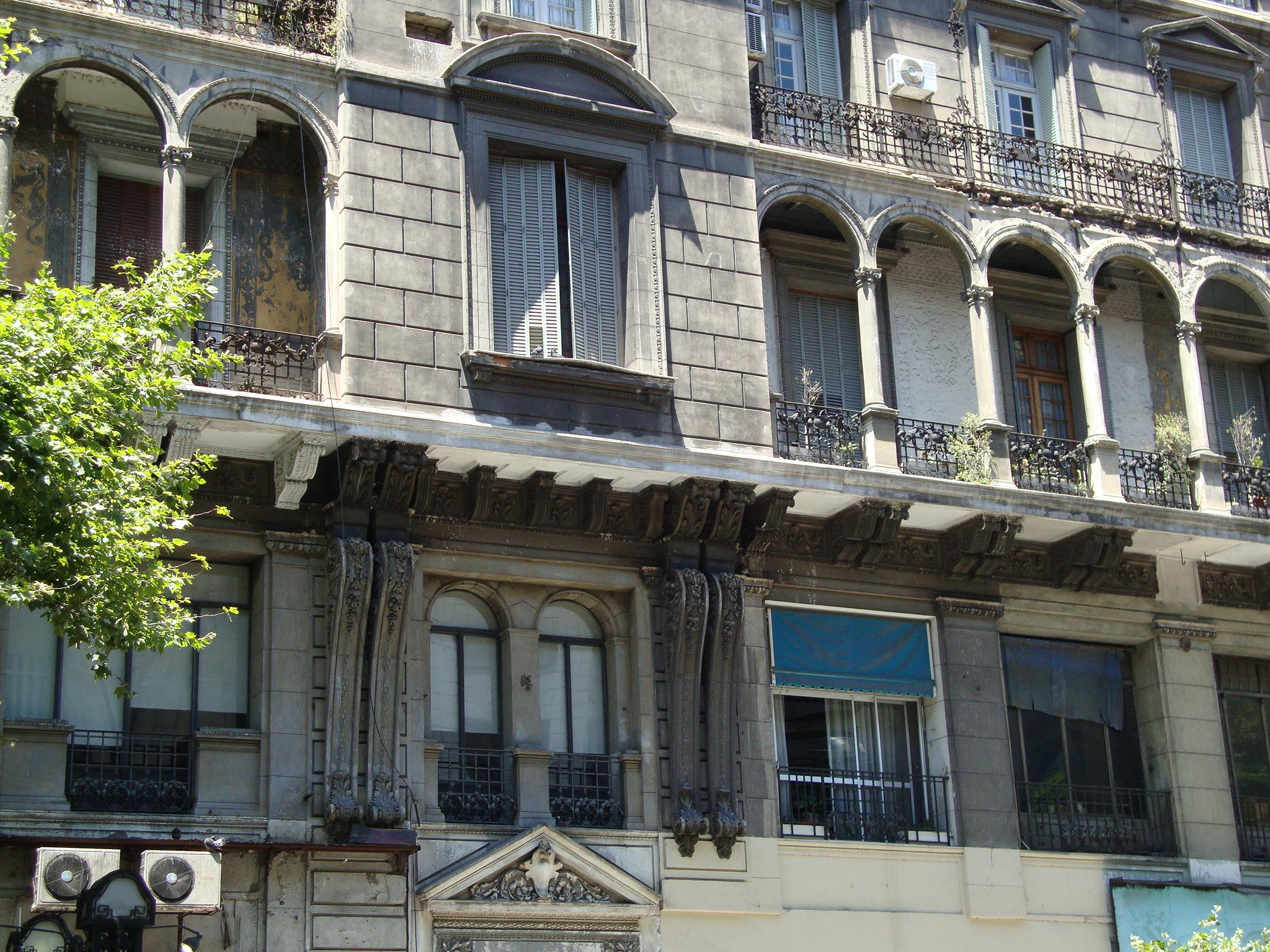
Logia clădirii Edificio Inmobiliaria din Buenos Aires, Argentina.
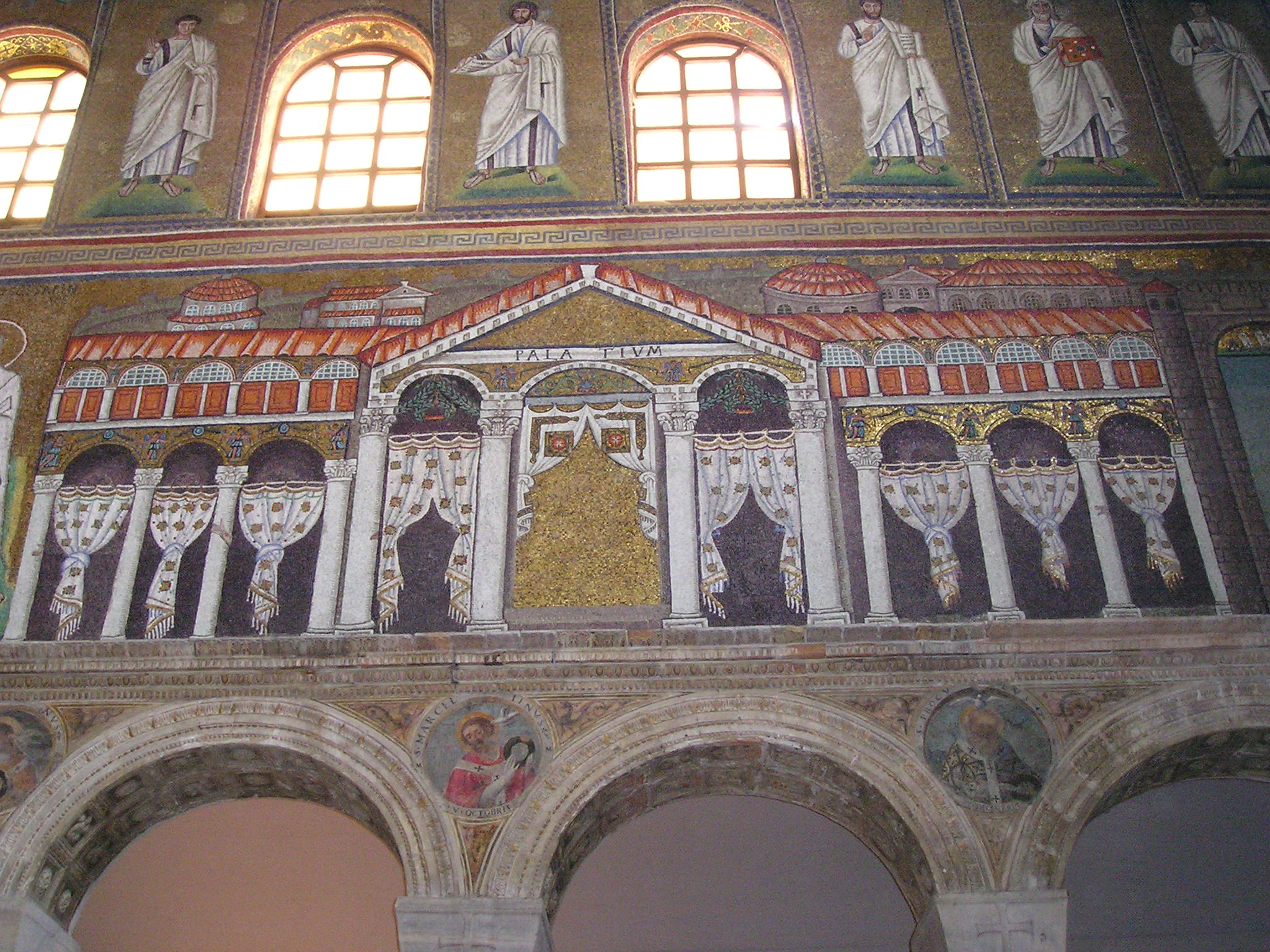
Un mozaic găsit în capela Bazilicii Sant'Apollinare Nuovo (sec. al VI-lea) din Ravenna conține o logie.
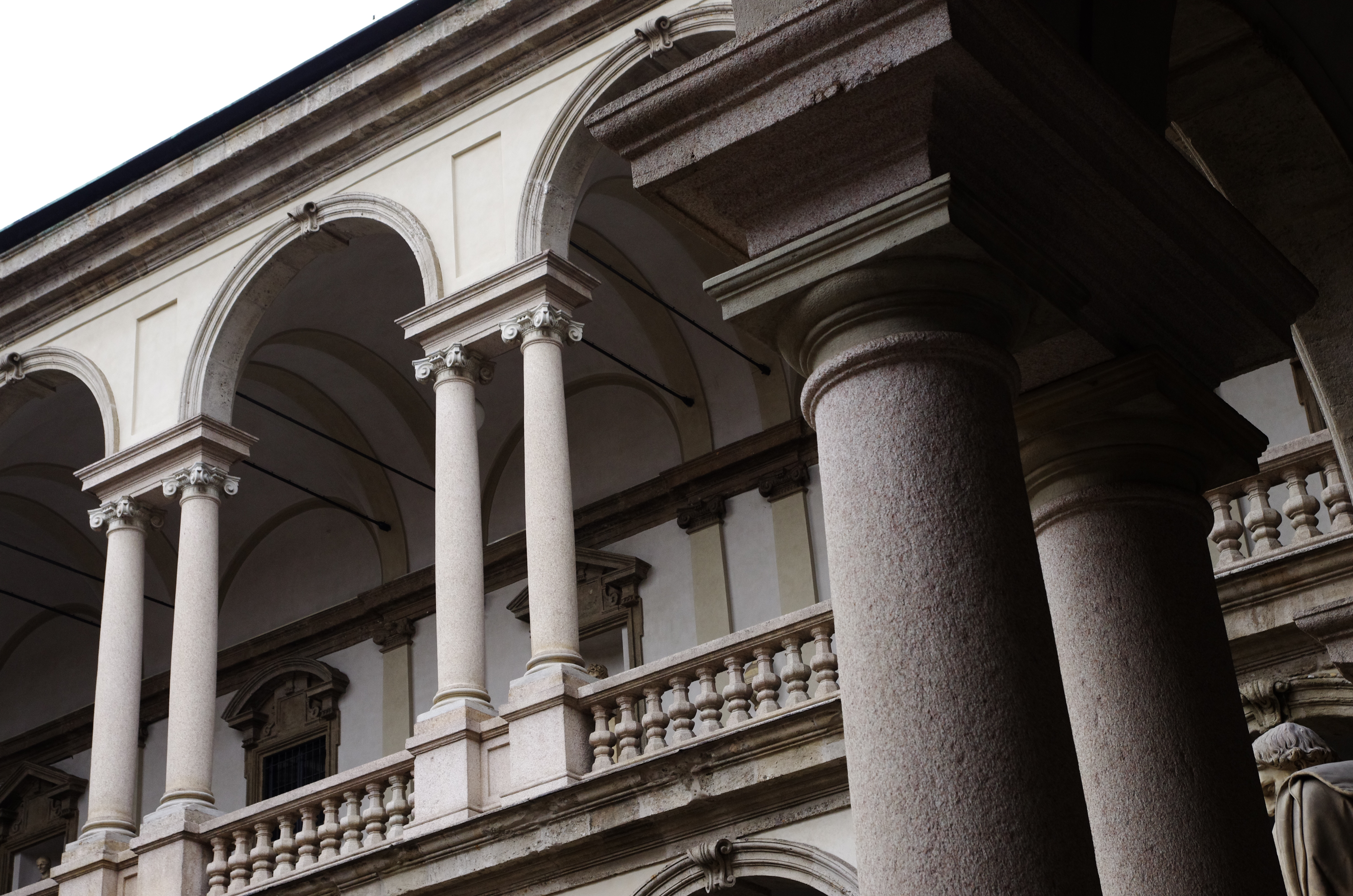
Logie în stil serlian din Palazzo di Brera din Milano
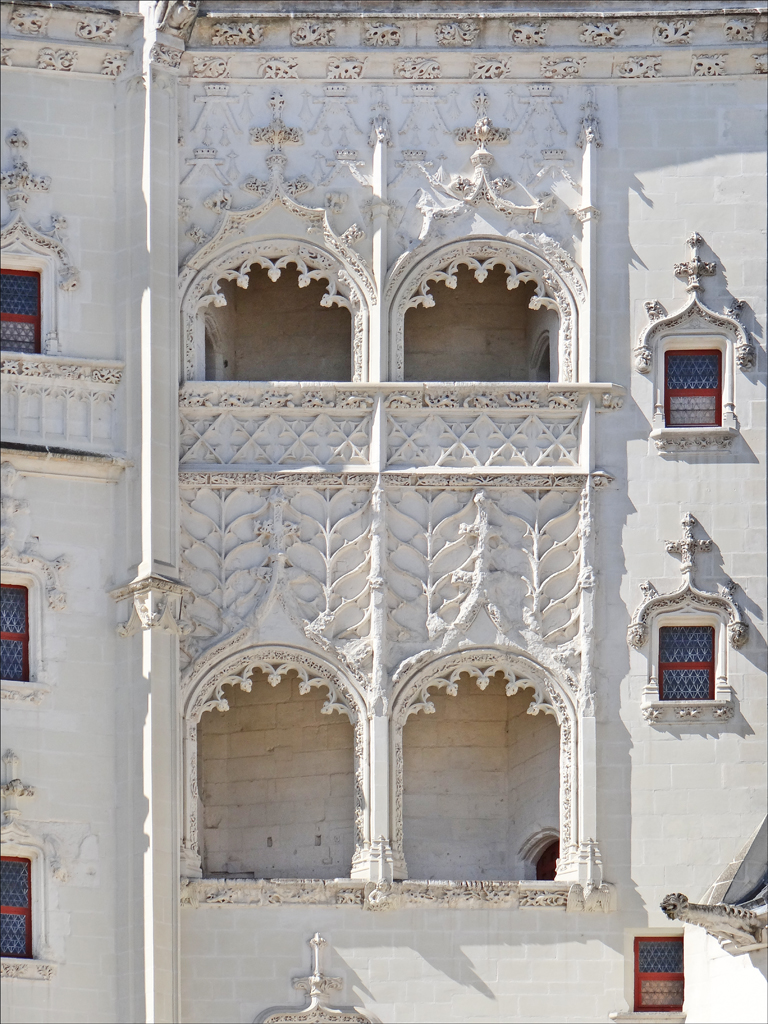
Logie dublă a Castelului ducilor de Bretagne de la Nantes, Franța
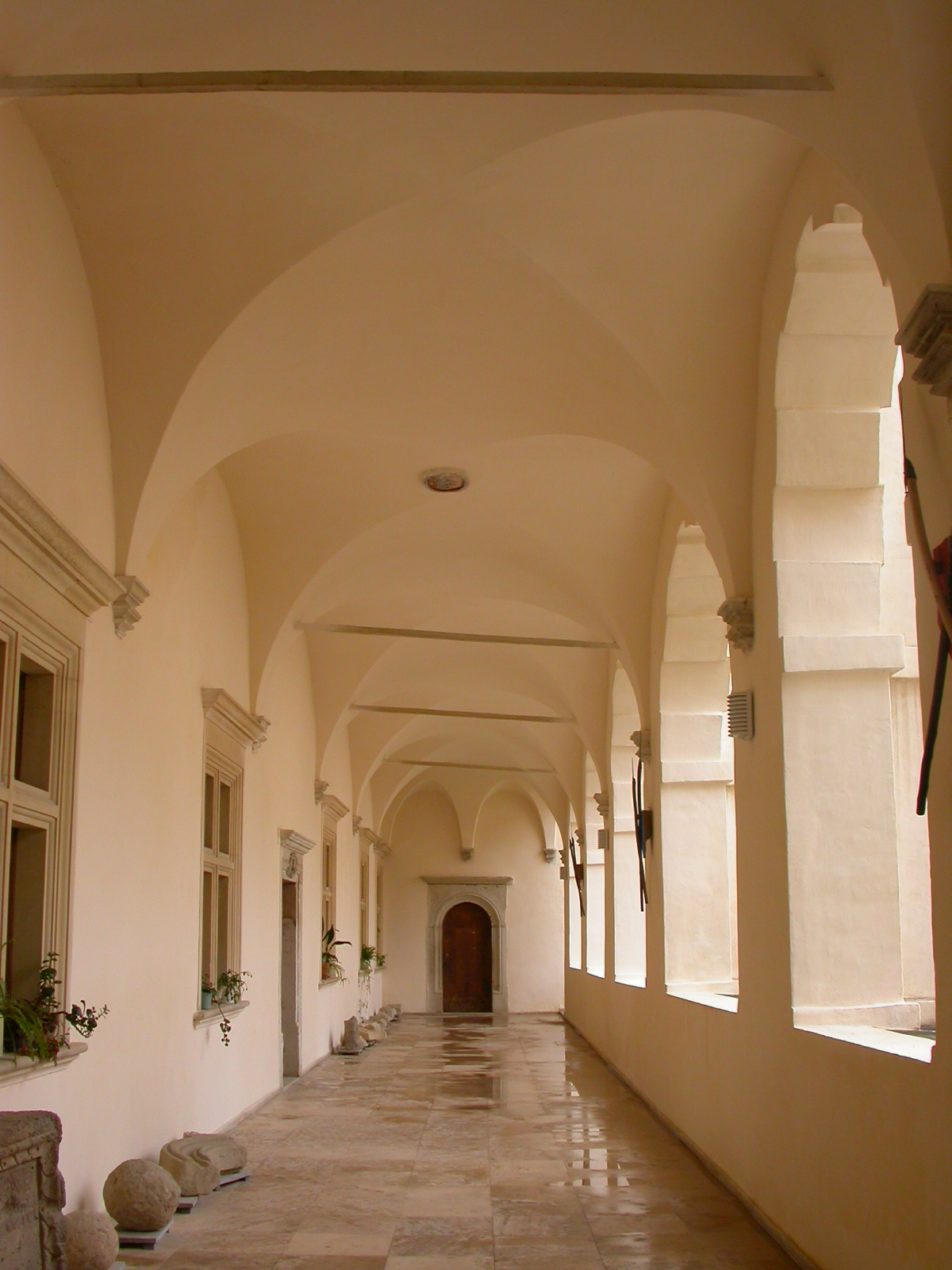
Logia de la primul etaj al Cetății Făgărașului (fotografie din 2008)